# Брейгель, Ян (Младший)
Ян Бре́йгель Младший (нидерл. Jan Bruegel de Jonge, МФА: [ˈjɑn ˈbrøːɣəl]; 13 сентября 1601, Брюссель — 1 сентября 1678, Антверпен) — южно-нидерландский (фламандский) живописец, представитель большой семьи художников Брейгелей, внук Питера Брейгеля Старшего (Мужицкого), сын Яна Брейгеля Старшего. Мастер пейзажа, натюрморта, портрета, картин мифологического и бытового жанров.

## Биография
Ян был старшим ребёнком в семье. Через два года после его рождения умерла мать, Изабелла де Йод. Мать была дочерью картографа, гравёра и издателя Герарда де Йода. Отец женился второй раз на Катарине ван Мариенбург, у супругов было восемь детей. Ян продолжил отцовскую династию и стал художником. В возрасте десяти лет он поступил в ученики к отцу, который был другом и близким сотрудником П. П. Рубенса. Ян, вероятно, помогал с крупномасштабными заказами своего отца.
По желанию отца он отправился в 1622 году в Италию, в Милан, где его приветствовал кардинал Федерико Борромео. Кардинал был покровителем и другом Яна Брейгеля Старшего. Вероятно, вопреки воле отца, Ян Младший отправился в Геную, где остановился у своих двоюродных братьев, антверпенских художников и торговцев Лукаса и Корнелиса де Ваелей. Их мать была сестрой матери Яна. В то время его друг и коллега из Антверпена, художник Антонис Ван Дейк, также работал в Генуе. Позднее, в 1623 году, он работал в Валлетте на Мальте. С 1624 по 1625 год Ян Брейгель Младший также проживал в Палермо на Сицилии, в то время, когда там работал Ван Дейк.
В 1625 году в Антверпене от холеры скончался отец художника. Ян прервал вояж, вернулся на родину и после похорон взял на себя управление отцовской мастерской, продал готовые работы отца и закончил некоторые из незавершённых картин. Ян стал мастером, а в 1630 году деканом антверпенской Гильдии Святого Луки. В 1626 году он женился на Анне Марии Янсенс, дочери известного антверпенского живописца Абрахама Янсенса.
В 1630 году он получил большой заказ от французского королевского двора написать серию картин с изображением библейского персонажа Адама. Также он стал получать заказы от императорского дома Австрии. Долгое время жил в Париже, вернулся в Антверпен в 1657 году. С этого момента постоянно находился в этом городе. Скончался в 1678 году.
Среди его учеников были его старшие сыновья: Абрахам, Филипс и Ян Питер, его племянник Ян ван Кессель и его сводный брат Амброзиус Брейгель.

## Творчество
Ян Брейгель Младший писал картины в стиле своих родителей. Зачастую он копировал работы отца и продавал их под его подписью. Произведения Яна Младшего отличают от работ Яна Старшего по некоторой слабости и вторичности художественного качества. Ему приписывают около 340 картин. В его репертуар входили картины на исторические, аллегорические и мифологические сюжеты, пейзажи, морские пейзажи, охотничьи и деревенские сцены, батальные сцены, мотивы адского огня и подземного мира. В отличие от отца, он писал не так много цветочных натюрмортов.
Лучшие работы Яна Младшего — крупноформатные пейзажи. Вместе с братом Амброзием они писали пейзажи, натюрморты («Корзина с цветами», «Цветочный натюрморт»), аллегорические композиции («Аллегория вкуса», «Аллегория мира», «Аллегория заветная и огня», «Аллегория войны»), сценки из жизни («Речной пейзаж с птицами», «Портовый пейзаж с руинами», «Аллегория тюльпаномании»), композиции на мифологические и библейские сюжеты («Адам в поле», «Мария Магдалина», «Мадонна с Младенцем и co Святым духом», «Спящие нимфы, сатиры и Церера»). Самое известное произведение — «Адамов цикл» (1630-е годы). Как было принято в нидерландской живописи того времени Ян Брейгель писал многие картины в соавторстве с другими художниками: чаще он писал пейзаж, а другие вписывали в него фигуры. Таковы «картины с цветочными гирляндами» (нидерл. bloemenslingerschilderijen): фигурную композицию или портрет окружают гирлянды из цветов. Фигуры и портреты в таких картинах обычно писал Ян ван Бален, а Брейгель — гирлянды из цветов и плодов.
Ян Брейгель Старший внёс свой вклад в развитие «сенжери» (фр. singerie — обезьяничанье) — особого жанра в изобразительном искусстве с шутливыми изображениями обезьян, пародирующих занятия людей (например: «обезьяний оркестр»), а также попугаев, экзотических птиц, китайцев и китаянок. Обезьяны, исполняющие различные человеческие роли, были шутливой метафорой всей глупости мира.

## Генеалогия
|  |  |                                    |                                    |                                    |                                    |                                    |                                    |  |  | Питер Брейгель Старший (ок. 1525 — 1569) |                                 |                                 |                                 |                                 |                                 |  |  |               |               |               |               |               |               |  |  |                                  |                                  |                                  |                                  |                                  |                                  |  |  |  |  |  |  |  |  |
|  |  |                                    |                                    |                                    |                                    |                                    |                                    |  |  |                                          |                                 |                                 |                                 |                                 |                                 |  |  |               |               |               |               |               |               |  |  |                                  |                                  |                                  |                                  |                                  |                                  |  |  |  |  |  |  |  |  |
|  |  |                                    |                                    |                                    |                                    |                                    |                                    |  |  |                                          |                                 |                                 |                                 |                                 |                                 |  |  |               |               |               |               |               |               |  |  |                                  |                                  |                                  |                                  |                                  |                                  |  |  |  |  |  |  |  |  |
|  |  | Питер Брейгель Младший (1564—1638) | Питер Брейгель Младший (1564—1638) | Питер Брейгель Младший (1564—1638) | Питер Брейгель Младший (1564—1638) | Питер Брейгель Младший (1564—1638) | Питер Брейгель Младший (1564—1638) |  |  | Ян Брейгель Старший (1568—1625)          | Ян Брейгель Старший (1568—1625) | Ян Брейгель Старший (1568—1625) | Ян Брейгель Старший (1568—1625) | Ян Брейгель Старший (1568—1625) | Ян Брейгель Старший (1568—1625) |  |  | Мари Брейгель | Мари Брейгель | Мари Брейгель | Мари Брейгель | Мари Брейгель | Мари Брейгель |  |  |                                  |                                  |                                  |                                  |                                  |                                  |  |  |  |  |  |  |  |  |
|  |  | Питер Брейгель Младший (1564—1638) | Питер Брейгель Младший (1564—1638) | Питер Брейгель Младший (1564—1638) | Питер Брейгель Младший (1564—1638) | Питер Брейгель Младший (1564—1638) | Питер Брейгель Младший (1564—1638) |  |  | Ян Брейгель Старший (1568—1625)          | Ян Брейгель Старший (1568—1625) | Ян Брейгель Старший (1568—1625) | Ян Брейгель Старший (1568—1625) | Ян Брейгель Старший (1568—1625) | Ян Брейгель Старший (1568—1625) |  |  | Мари Брейгель | Мари Брейгель | Мари Брейгель | Мари Брейгель | Мари Брейгель | Мари Брейгель |  |  |                                  |                                  |                                  |                                  |                                  |                                  |  |  |  |  |  |  |  |  |
|  |  |                                    |                                    |                                    |                                    |                                    |                                    |  |  |                                          |                                 |                                 |                                 |                                 |                                 |  |  |               |               |               |               |               |               |  |  |                                  |                                  |                                  |                                  |                                  |                                  |  |  |  |  |  |  |  |  |
|  |  | Амбросий Брейгель (1617—1675)      | Амбросий Брейгель (1617—1675)      | Амбросий Брейгель (1617—1675)      | Амбросий Брейгель (1617—1675)      | Амбросий Брейгель (1617—1675)      | Амбросий Брейгель (1617—1675)      |  |  | Ян Брейгель Младший (1601—1678)          | Ян Брейгель Младший (1601—1678) | Ян Брейгель Младший (1601—1678) | Ян Брейгель Младший (1601—1678) | Ян Брейгель Младший (1601—1678) | Ян Брейгель Младший (1601—1678) |  |  | Анна Брейгель | Анна Брейгель | Анна Брейгель | Анна Брейгель | Анна Брейгель | Анна Брейгель |  |  | Давид Тенирс Младший (1610—1690) | Давид Тенирс Младший (1610—1690) | Давид Тенирс Младший (1610—1690) | Давид Тенирс Младший (1610—1690) | Давид Тенирс Младший (1610—1690) | Давид Тенирс Младший (1610—1690) |  |  |  |  |  |  |  |  |
|  |  | Амбросий Брейгель (1617—1675)      | Амбросий Брейгель (1617—1675)      | Амбросий Брейгель (1617—1675)      | Амбросий Брейгель (1617—1675)      | Амбросий Брейгель (1617—1675)      | Амбросий Брейгель (1617—1675)      |  |  | Ян Брейгель Младший (1601—1678)          | Ян Брейгель Младший (1601—1678) | Ян Брейгель Младший (1601—1678) | Ян Брейгель Младший (1601—1678) | Ян Брейгель Младший (1601—1678) | Ян Брейгель Младший (1601—1678) |  |  | Анна Брейгель | Анна Брейгель | Анна Брейгель | Анна Брейгель | Анна Брейгель | Анна Брейгель |  |  | Давид Тенирс Младший (1610—1690) | Давид Тенирс Младший (1610—1690) | Давид Тенирс Младший (1610—1690) | Давид Тенирс Младший (1610—1690) | Давид Тенирс Младший (1610—1690) | Давид Тенирс Младший (1610—1690) |  |  |  |  |  |  |  |  |
|  |  |                                    |                                    |                                    |                                    |                                    |                                    |  |  |                                          |                                 |                                 |                                 |                                 |                                 |  |  |               |               |               |               |               |               |  |  |                                  |                                  |                                  |                                  |                                  |                                  |  |  |  |  |  |  |  |  |
|  |  |                                    |                                    |                                    |                                    |                                    |                                    |  |  | Абрахам Брейгель (1631—1697)             |                                 |                                 |                                 |                                 |                                 |  |  |               |               |               |               |               |               |  |  |                                  |                                  |                                  |                                  |                                  |                                  |  |  |  |  |  |  |  |  |

## Галерея

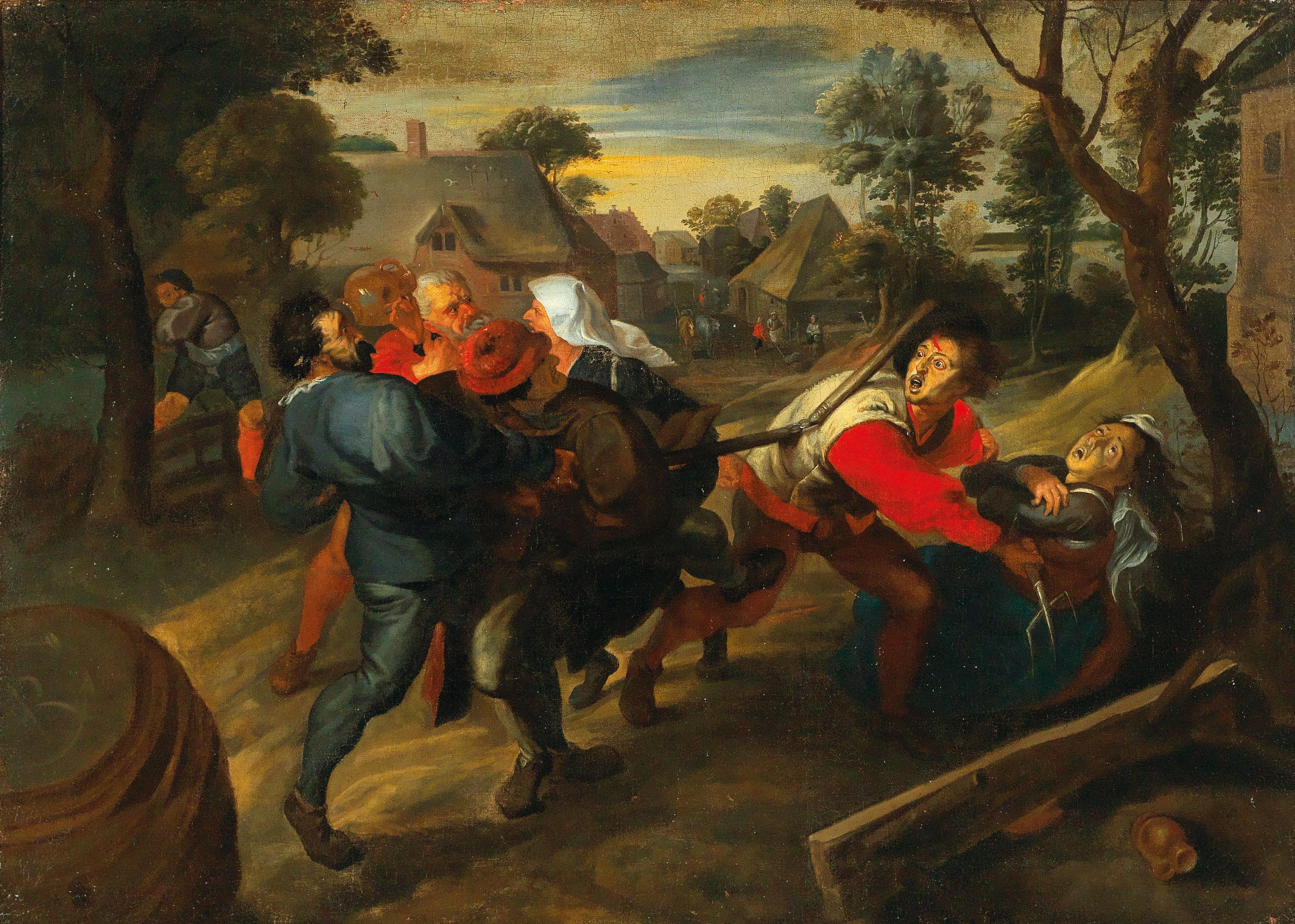
Сельская драка. 1678. Холст, масло. Частное собрание
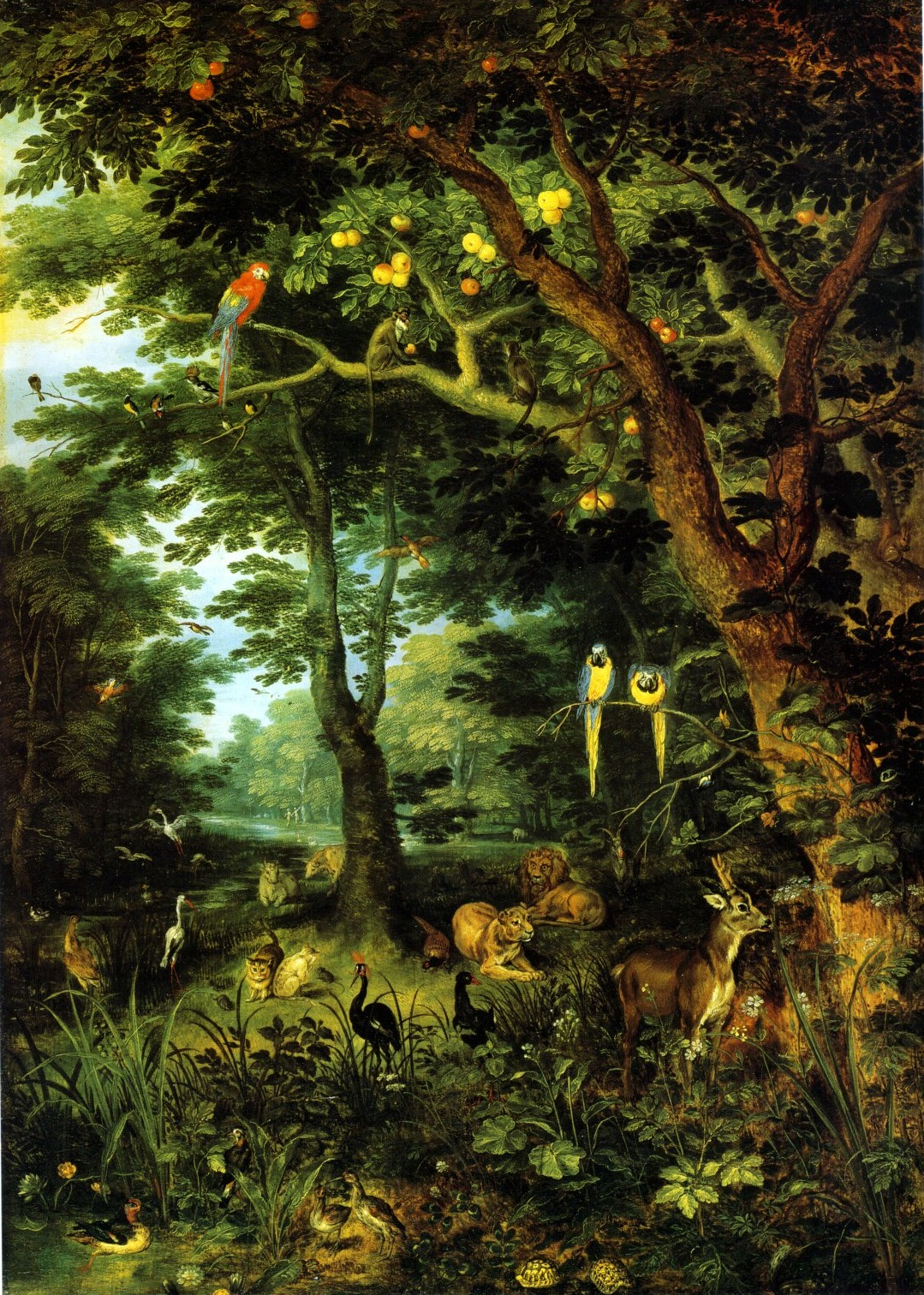
Рай. Ок. 1650. Дерево, масло. Берлинская картинная галерея
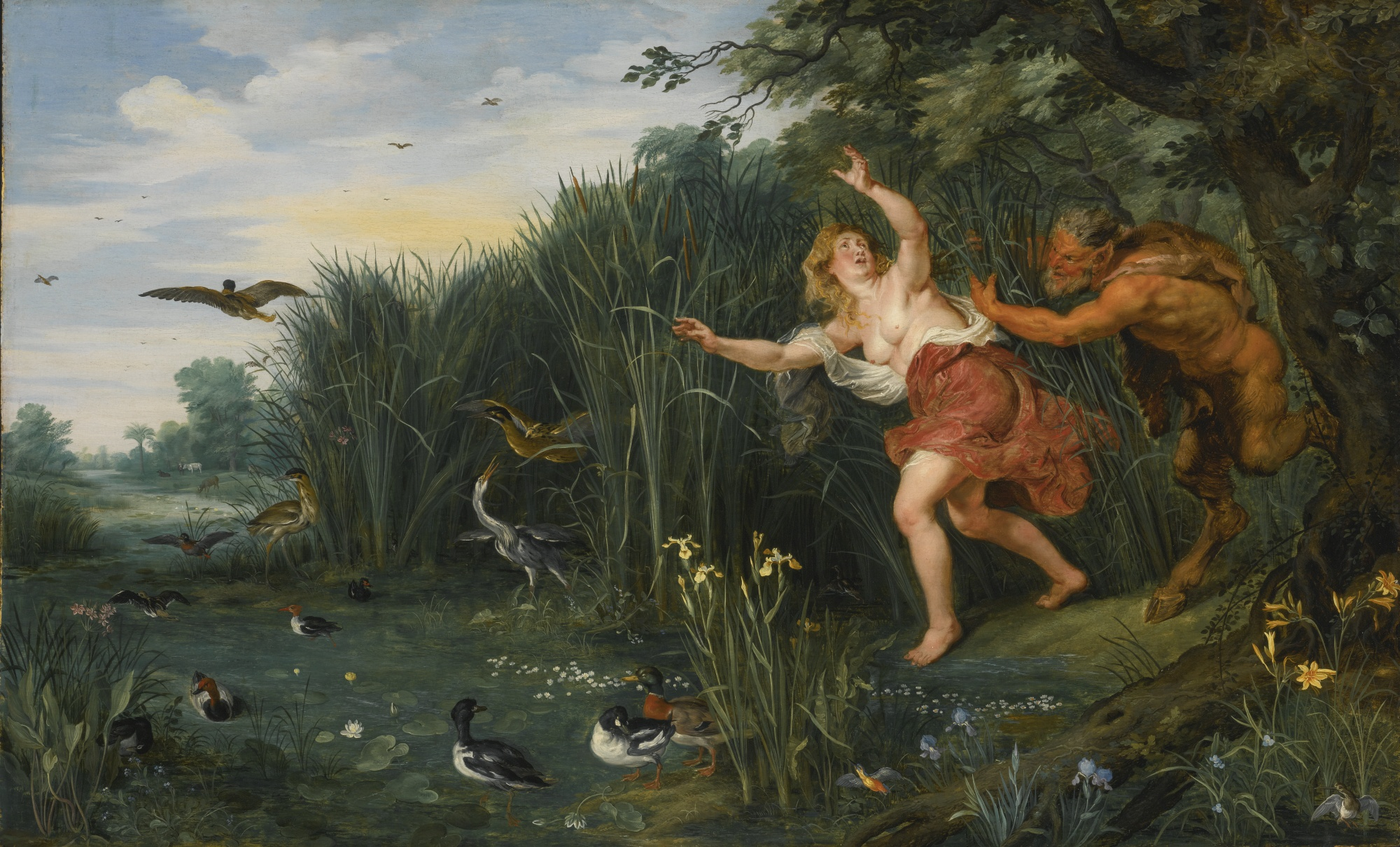
Пейзаж с Паном и Сирингой. Совместно с П. П. Рубенсом. Дерево, масло. Центральный художественный фонд, Мюнхен
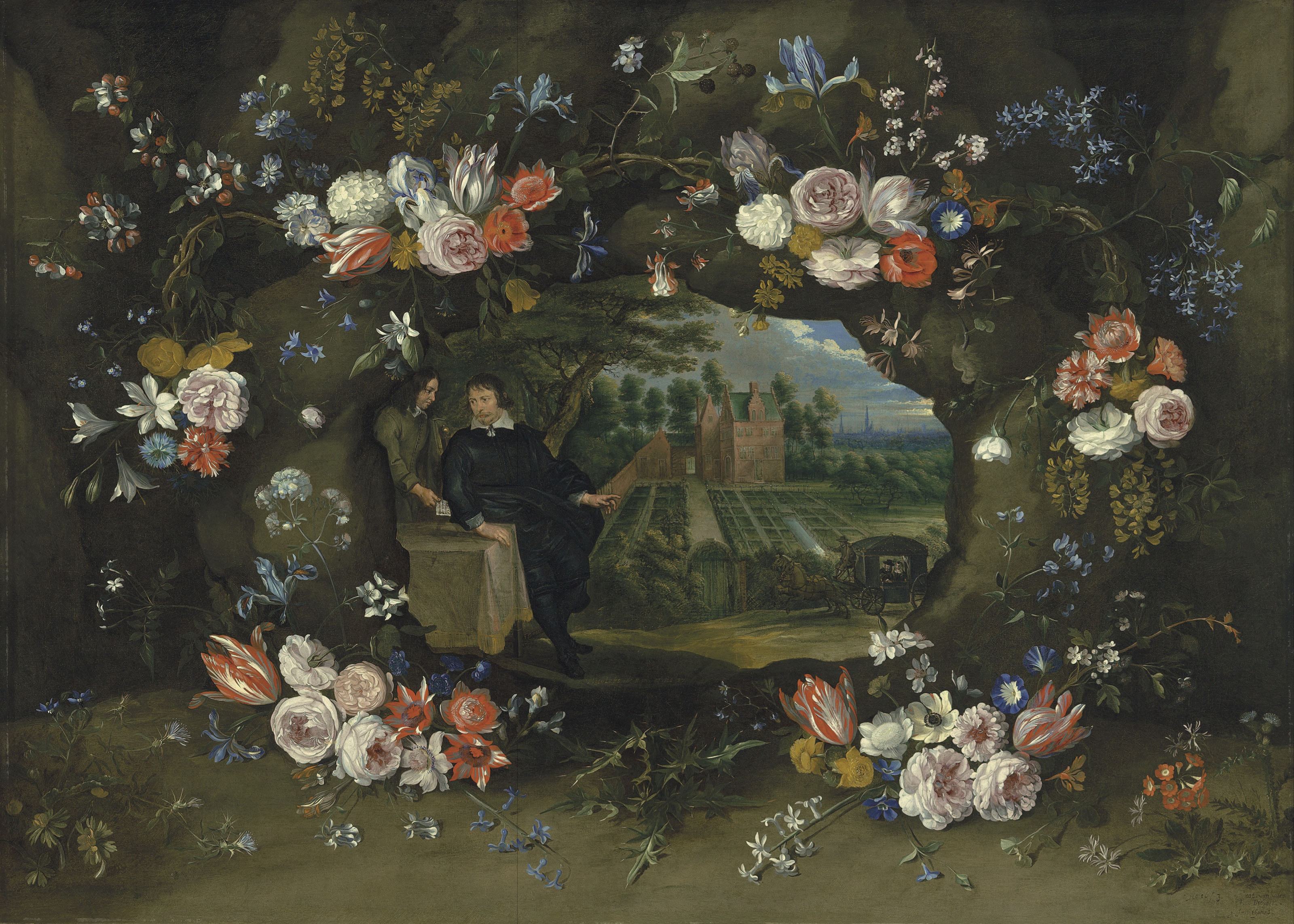
Портрет Николаса де Мана на территории его загородного поместья в окрестностях Антверпена, окружённого гирляндой цветов. Совместно с  Л. ван Юденом. Между 1629 и 1673. Холст, масло. Частное собрание
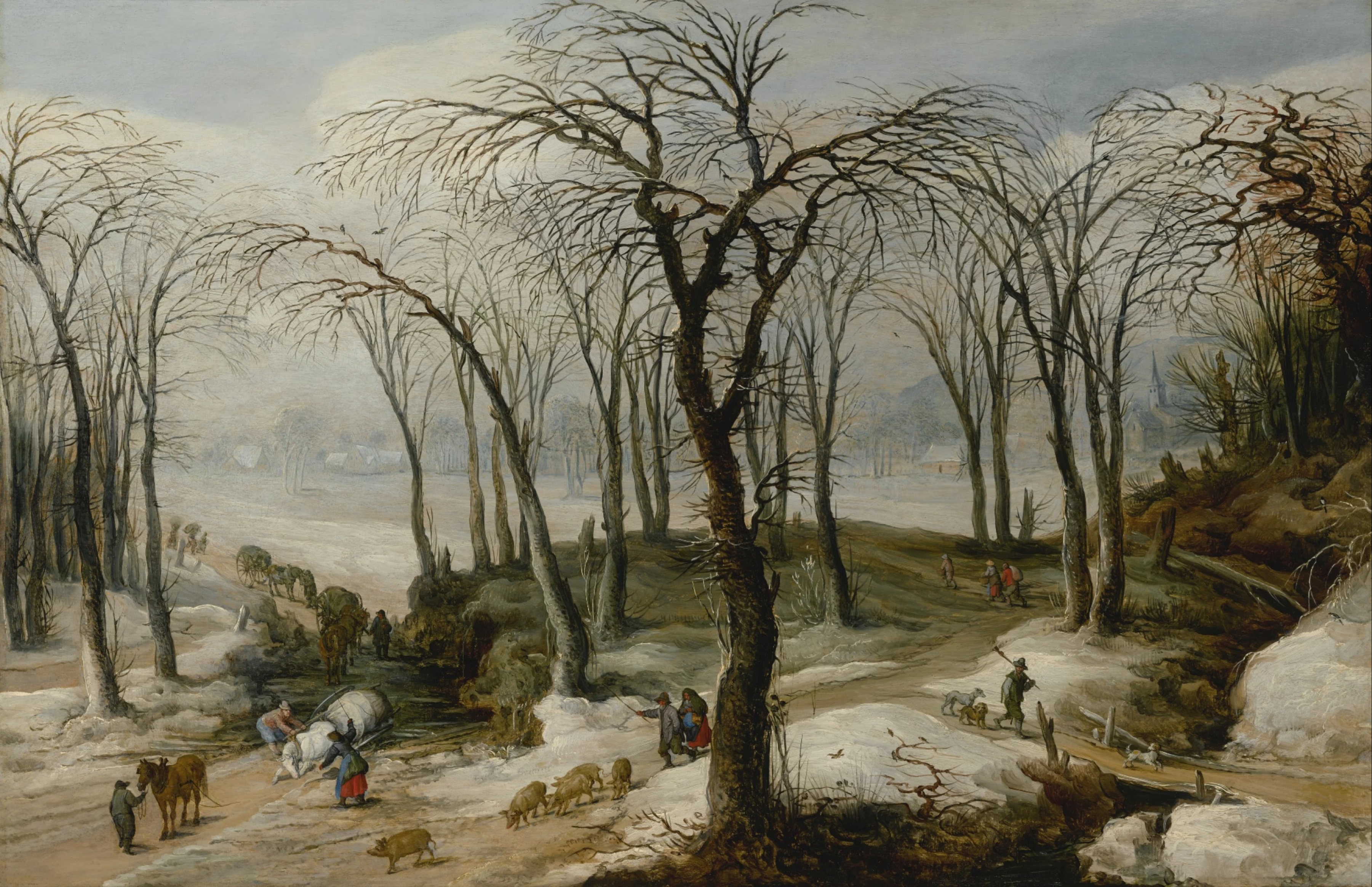
Зимний пейзаж с перевернутой телегой, запряженной лошадьми, и фигурами, управляющими стадом. Совместно с Момпер, Йоос де Й. де Момпером. 1620-е годы. Дерево, масло. Частное собрание
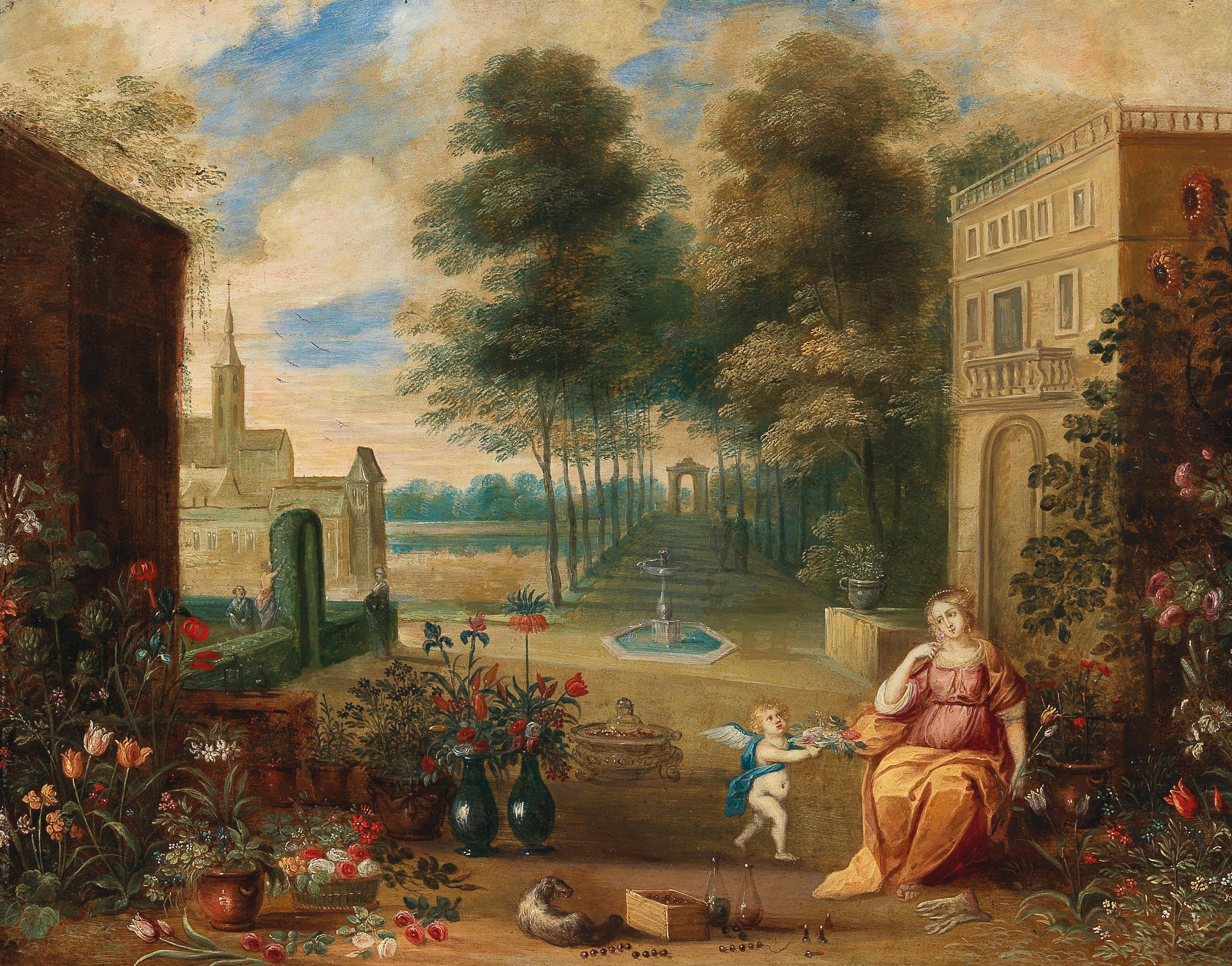
Пять чувств. Аллегория обоняния. Совместно с П. ван Авонтом. Медь, масло. Частное собрание
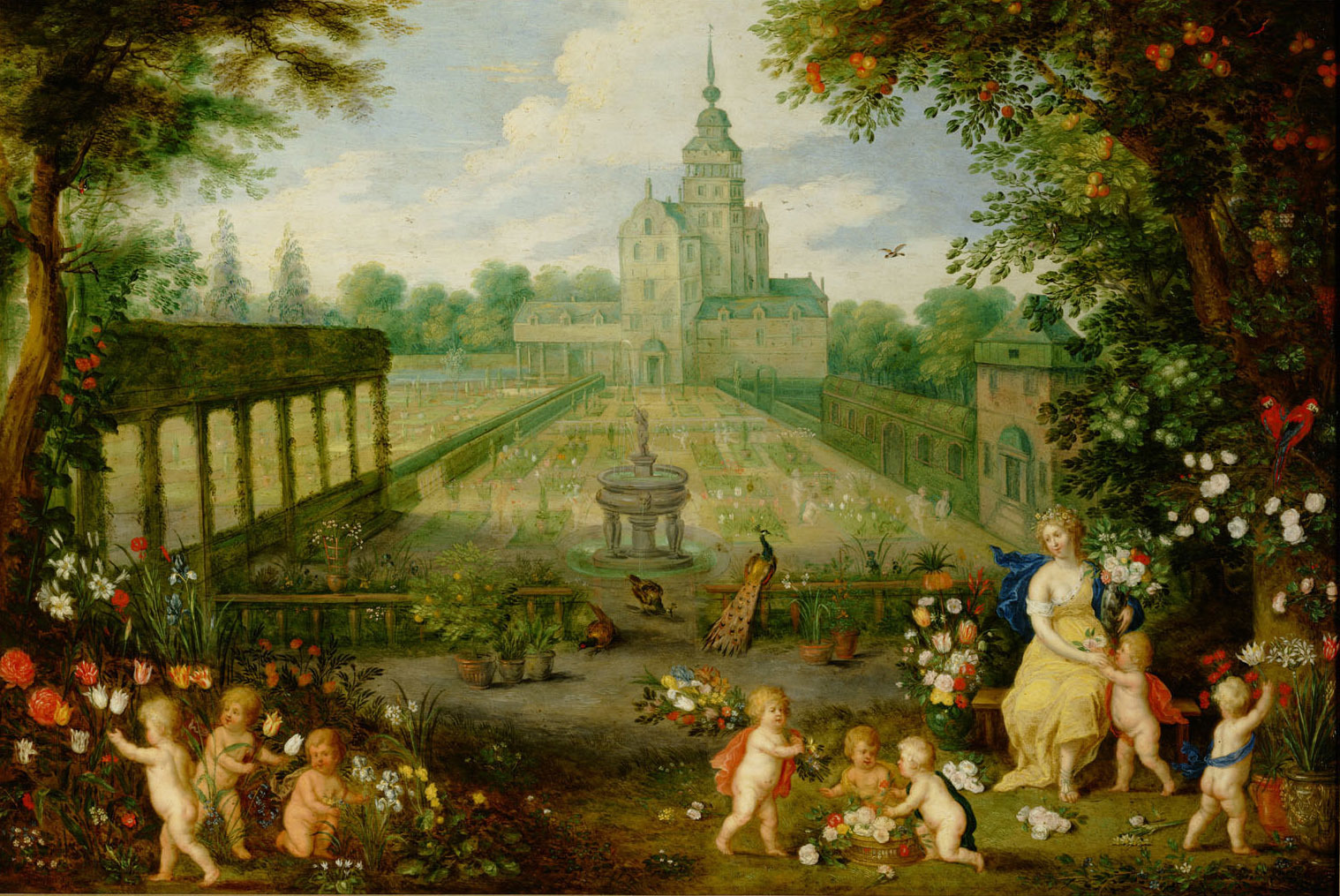
Богиня Флора в саду. Совместно с П. ван Авонтом. 1630-е. Медь, масло. Музей истории искусств, Вена
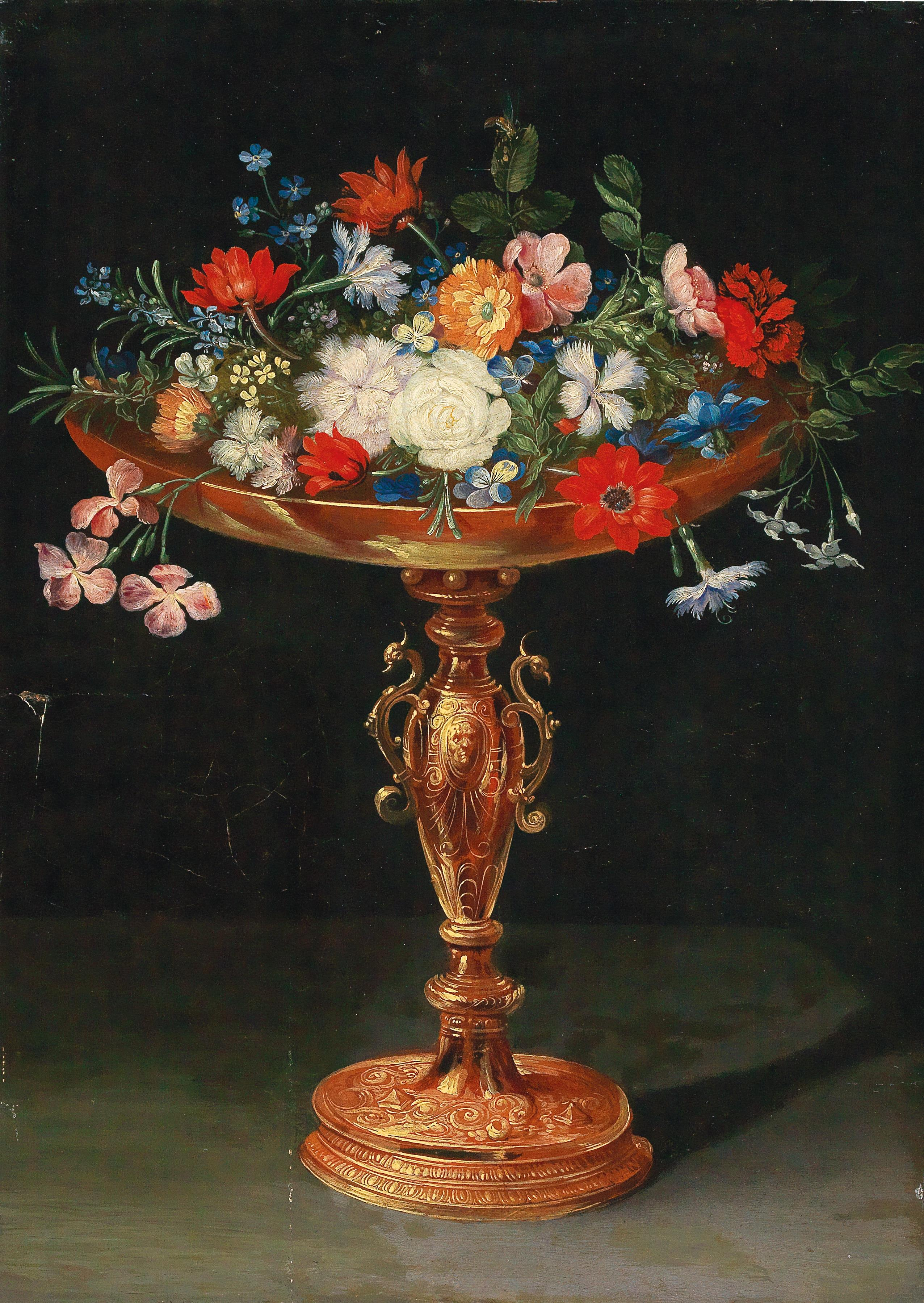
Цветы в позолоченной тацце (вазе). До 1678. Дерево, масло. Частное собрание